# Podniebienie (anatomia)

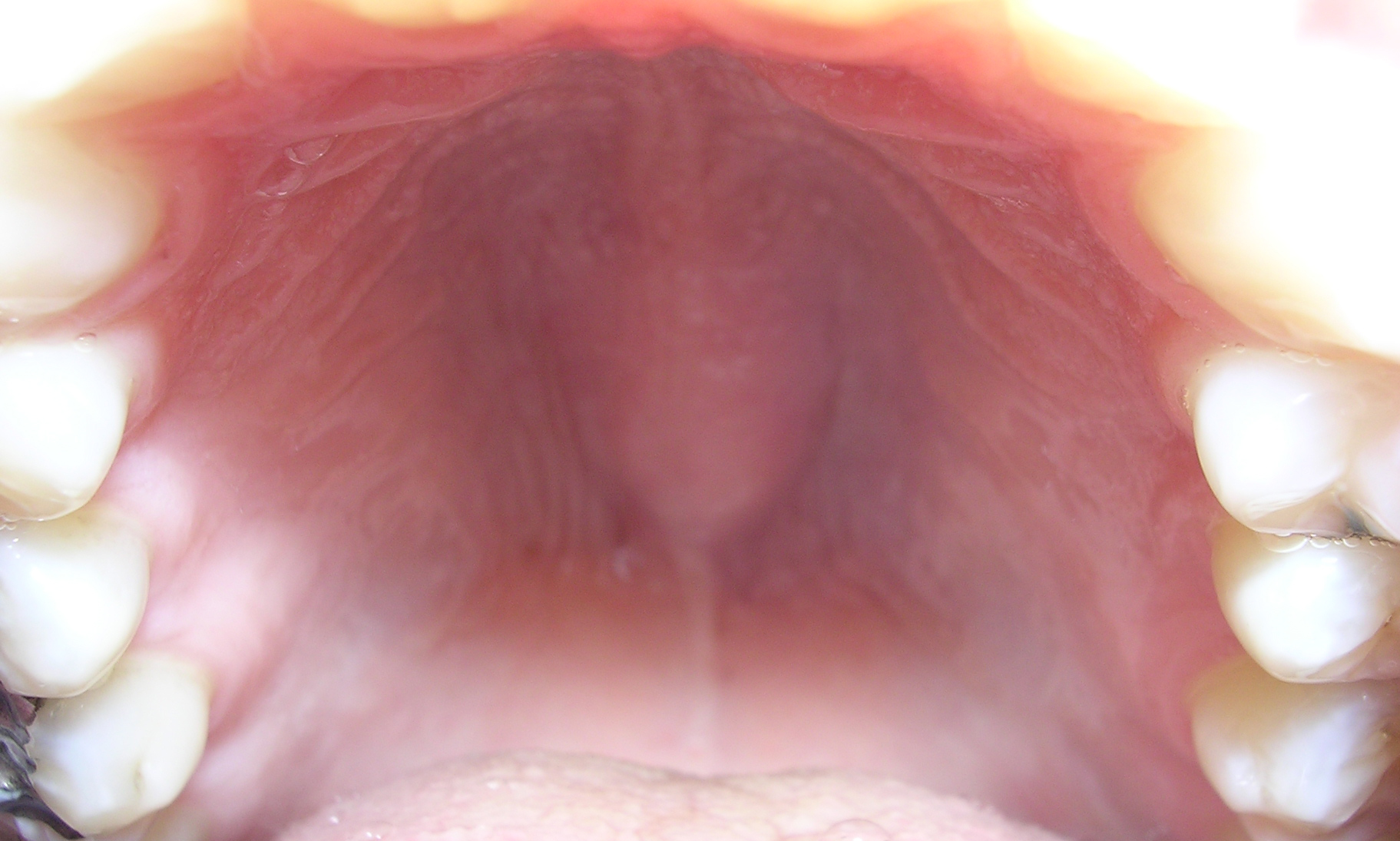
Podniebienie z obecnym wałem podniebiennym

Podniebienie (łac. palatum) – górna część jamy gębowej kręgowców. Stanowi ścianę między jamą gębową i nosową. U płazów, ptaków i większości gadów podniebienie jest wieloczęściowe, ażurowe, pokryte błoną śluzową. Krokodyle i ssaki mają nie tylko kostne podniebienie pierwotne, ale również podniebienie wtórne. Podniebienie ssaków składa się z twardej części przedniej, złożonej z kości międzyszczękowych i podniebiennych, oraz części miękkiej, zbudowanej z mięśni pokrytych śluzówką.

## Podniebienie człowieka
U człowieka dzieli się na podniebienie twarde i podniebienie miękkie zakończone języczkiem.
Fałdy podniebienia miękkiego tworzą w częściach bocznych jamy ustnej struktury skórno-mięśniowe, pomiędzy którymi znajdują się migdałki podniebienne, po jednym z każdej ze stron.
Podniebienie jest unerwione czuciowo nerwami podniebiennymi od zwoju skrzydłowo-podniebiennego: nerwy podniebienne mniejsze unerwiają podniebienie miękkie a nerw podniebienny większy – podniebienie twarde (czuciowo) i gruczoły podniebienne (współczulnie i przywspółczulnie). Unaczynienie podniebienia twardego prowadzi tętnica podniebienna większa zaś podniebienia miękkiego – tętnica podniebienna wstępująca, tętnice podniebienne mniejsze oraz gałązki tętnicy gardłowej wstępującej.